# Jan Baalsrud
Jan Baalsrud (Oslo, 13 dicembre 1917 – Kongsvinger, 30 dicembre 1988) è stato un militare norvegese.

## Biografia
Jan Baalsrud nacque a Kristiania (ora Oslo), in Norvegia, e si trasferì a Kolbotn nei primi anni '30, dove visse fino agli anni '50. Si laureò come costruttore di strumenti cartografici nel 1939.

### Seconda guerra mondiale
Durante l'invasione tedesca della Norvegia nel 1940, Baalsrud combatté nel Vestfold. In seguito fuggì in Svezia, ma fu condannato per spionaggio ed espulso dal paese.
Nel 1941, arrivò in Gran Bretagna dopo aver viaggiato attraverso l'Unione Sovietica, l'Africa e gli Stati Uniti. Si è unito alla compagnia norvegese Linge. All'inizio del 1943, lui, altri tre commando e un equipaggio di otto persone, tutti norvegesi, si imbarcarono in una missione per distruggere una torre di controllo dell'aerodromo tedesco a Bardufoss e reclutare il movimento di resistenza norvegese.
Questa missione, l'operazione Martin (o Martin Red), fu compromessa quando Baalsrud e i suoi compagni soldati, in cerca di un contatto fidato della Resistenza, entrarono accidentalmente in contatto con un negoziante civile disallineato, con lo stesso nome del loro contatto, che, temendo per la sua vita e sospettando che fosse un test dei tedeschi, lo riferì all'ufficio di polizia locale, che poi lo riferì ai tedeschi.
La mattina dopo il loro errore, il 29 marzo, il loro peschereccio Brattholm - contenente circa 100 chili di esplosivo destinato a distruggere la torre di controllo aerea - fu attaccato da una nave tedesca. I norvegesi affondarono la loro barca facendo esplodere i 100 chili di esplosivo usando una miccia ritardata e fuggirono in una piccola barca. Tuttavia, la piccola barca fu prontamente affondata dai tedeschi. Baalsrud e altri nuotarono fino a raggiungere la terra nelle acque artiche ghiacciate. Baalsrud fu l'unico commando a sfuggire alla cattura e, mancante di uno stivale, fuggì in un canalone di neve, dove sparò, con la sua Colt, ad un ufficiale tedesco della Gestapo, uccidendolo.
Fuggì alla cattura per circa due mesi, soffrendo di congelamento e cecità da neve. Il deterioramento delle sue condizioni fisiche lo portò a doversi far ospitare da norvegesi. Fu durante questo periodo, in una capanna di legno a Revdal, che chiamò "Hotel Savoy", che Baalsrud, ferito al piede, dovette operarsi con un coltello da tasca. Sospettava di avere la gangrena e, temendo che si diffondesse, si tagliò l'alluce e la punta infetta dell'indice.
Non molto tempo dopo, Baalsrud fu lasciato moribondo su un altopiano, su una barella nella neve, per giorni a causa del tempo e della presenza di pattuglie tedesche nella città di Manndalen, Kåfjord. Fu durante questo periodo, mentre giaceva dietro un muro di neve costruito attorno a una roccia per ripararlo, che Baalsrud si amputò nove dita dei piedi per fermare la diffusione della gangrena, un'azione che lo avrebbe salvato.
I compagni norvegesi trasportarono Baalsrud in barella verso il confine con la Finlandia. Quindi, fu affidato alle cure di alcuni Sami che, con le renne, lo trascinarono su una slitta attraverso la Finlandia e nella Svezia (neutrale). Da Saarikoski, nel nord della Finlandia, fu raccolto da un idrovolante della Croce Rossa e trasportato in aereo a Boden.
Baalsrud passò sette mesi in un ospedale svedese a Boden prima di tornare in Gran Bretagna con un de Havilland Mosquito della RAF. Presto andò in Scozia, sulle isole Shetland, ad addestrare altri norvegesi che intendevano tornare in Norvegia per continuare la lotta contro i tedeschi.
Dopo aver imparato a camminare di nuovo correttamente, Baalsrud fu inviato in Norvegia come agente, dove era ancora in servizio attivo al momento della fine della guerra, nel 1945. La fine della guerra segnò la fine dell'occupazione tedesca, così ando ad Oslo e si ricongiunse con la sua famiglia, che aveva lasciato 5 anni prima.
Baalsrud fu nominato membro onorario dell'Ordine dell'Impero britannico dagli inglesi. Dalla Norvegia, ha ricevuto la medaglia di St. Olav con foglie di quercia. Era un secondo tenente (Fenrik).

### Anni successivi e morte
Dopo la guerra, Baalsrud contribuì allo scouting locale e alle associazioni calcistiche, nonché all'Unione norvegese dei veterani disabili di cui fu presidente dal 1957 al 1964. Nel 1962, si trasferì a Tenerife, nelle Isole Canarie, dove visse per la maggior parte del resto della sua vita. Tornò in Norvegia durante gli ultimi anni.
Morì a Kongsvinger il 30 dicembre 1988, all'età di 71 anni. Le sue ceneri furono sepolte a Manndalen, in una tomba condivisa con Aslak Aslaksen Fossvoll (1900-1943), uno dei locali che lo aiutò a fuggire in Svezia. Una marcia annuale in ricordo di Baalsrud si svolge il 25 luglio nel Troms, dove i partecipanti seguono la sua via di fuga per nove giorni.
Una strada di Kolbotn, in Norvegia, è chiamata Jan Baalsruds plass in suo onore.

## Nella cultura di massa

### Libri
- Baalsrud, Jan (1943). Operation Martin; List of Norwegian Refugees; Lt Jan Siguard Baalsrud's Report. Londra: archivi nazionali del Regno Unito. HS 2/161.
- Howarth, D. (1955). We Die Alone: A WWII Epic of Escape and Endurance. Guilford, Connecticut: Lyons Press. ISBN 1-55821-973-0.
- Scott, Astrid Karlsen; Haug, Tore (2001). Defiant Courage - Norway's Longest WW2 Escape. Olympia, Washington: Nordic Adventures. ISBN 0-9634339-8-9.

### Film
- Ni Liv (Nove vite) – 1957
- Den 12. mann (it: Caccia al 12° uomo) – 2017[10]